# Puente del Cañón Huajiang
El puente del Cañón Huajiang es un puente colgante en construcción situado en el condado de Zhenfeng en la provincia de Guizhou, China. Se empezó con su construcción en 2021 y su apertura al tráfico está prevista para 2025. Con una altura de 625 m sobre el río Beipan, este puente será el puente más alto del mundo y reemplazará así al anterior poseedor de ese récord, el puente Duge.
Llevará la autopista Liuzhi - Anlong, que también está en construcción, sobre el desfiladero de Huajiang del río Beipan. También está previsto que se convierta en una atracción turística. Una salida independiente conducirá a un centro de visitantes cerca del puente. En un pilón de 205 metros de altura situado en el sur, se ha previsto un sistema de ascensores con dos cabinas de cristal que llevará a los visitantes a un espacio de 145 metros de altura sobre el nivel de la calle entre las cimas de los pilonos, en la que se ha añadido el bar Stargazing Bar and Café. En la construcción de estructura de acero de 8 metros de altura del apoyo en autopista de 1420 m de largo, dos pasarelas peatonales conducirán a un restaurante y a salones con suelo de cristal, así como a una plataforma para hacer salto con liana directamente sobre el río.
El puente de un total de 2890 m de largo está fuera de sus dos pilones de hormigón de 262 m y 205 m de altura formados por puentes de vigas de hormigón pretensado, construyéndose para cada sentido de circulación estructuras de puente independientes con sus propios pilares y soportes de calzada.